# Lisa Germano

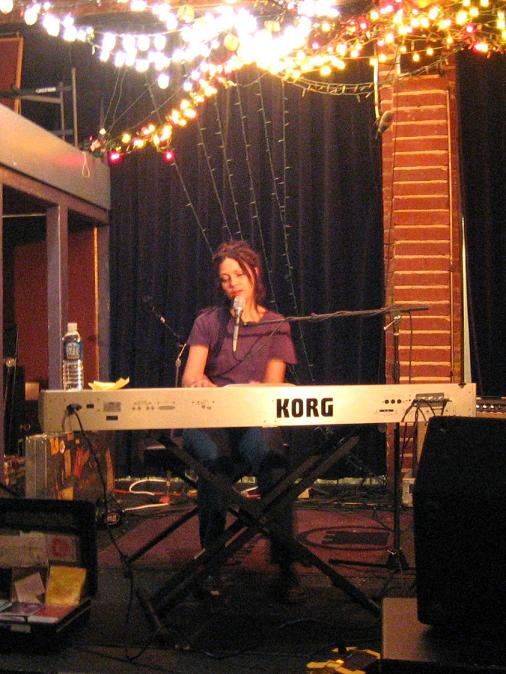
Lisa Germano (2006)

Lisa Germano (* 27. Juni 1958 in Mishawaka, Indiana) ist eine US-amerikanische Sängerin, Liedermacherin und Musikerin.

## Leben und Werk
Als Tochter italo-amerikanischer Musiker und Lehrer spielte Lisa Germano bereits in jungen Jahren Klavier. 1985 begegnete sie John Mellencamp, mit dem sie als Violinistin auf Tournee ging. 1991 veröffentlichte sie ihr erstes Soloalbum. Ihr zweites Album Happiness (1993) wurde in zwei Versionen veröffentlicht, bei Capitol Records und bei dem britischen Label 4AD. 4AD veröffentlichte bis einschließlich Slide (1998) auch ihre nachfolgenden Alben. In the Maybe World (2006), Magic Neighbor (2009) sowie die um Liveaufnahmen erweiterte Neuauflage von Lullaby for Liquid Pig erschienen bei Michael Giras Label Young God Records.
Zwischen ihren Solo-Arbeiten wirkte Germano auch regelmäßig auf den Alben und Tourneen anderer Künstler als Begleitmusikerin mit, so bei David Bowie, Iggy Pop, U2, Simple Minds, Eels und vielen anderen. Gemeinsam mit Howe Gelb (Giant Sand) und Joey Burns und John Convertino (Calexico, Giant Sand) gründete sie das Bandprojekt OP8, das 1997 ein Album, Slush, veröffentlichte. Zuletzt war Lisa Germano 2011 auf Solotournee in Europa unterwegs, darunter in Bremen, Berlin, Wien und Dublin.
John Mellencamp's 2023 „Live and in Person“ Tour markierte die Rückkehr von Lisa Germano in John Mellencamps Band, in der sie von 1985 bis 1993 spielte, bevor sie 1994 ihre Solokarriere begann. Germano spielt auch Violine auf dem 2023er Album „Orpheus Descending“, ihre erste Mitarbeit seit dem 1993er Album „Human Wheels“, auf dem sie zuletzt spielte.

## Diskografie (Auswahl)
- 1991: On the Way Down From the Moon Palace
- 1993: Happiness
- 1994: Inconsiderate Bitch (EP)
- 1994: Geek the Girl
- 1996: Excerpts From a Love Circus
- 1996: Small Heads (Single)
- 1998: Slide
- 2002: Concentrated (Kompilation)
- 2002: Rare, Unusual or Just Bad Songs (Kompilation)
- 2003: Lullaby for Liquid Pig
- 2006: Songs From Tierra Sabrosa (Kompilation)
- 2006: In the Maybe World
- 2009: Magic Neighbor